# FC Koeppchen
Der FC Koeppchen ist ein luxemburgischer Fußballverein aus Wormeldingen. Die Vorgängervereine FC Koeppchen Wormeldingen und Vinesca Ehnen fusionierten im April 2024.

## Geschichte
Am 25. April 2024 fusionierte der FC Koeppchen Wormeldingen mit dem Nachbarverein Vinesca Ehnen zum FC Koeppchen, auf Ortsnamen wurde dabei bewusst verzichtet.

## Vorgängervereine

### FC Koeppchen Wormeldingen

#### Geschichte
Der Verein wurde 1919 gegründet. Nach der deutschen Besetzung Luxemburgs 1940 wurde er in FK Wormeldingen umbenannt. 1941 wurde der Klub verboten und aufgelöst. 1944 erfolgte die Wiedergründung als FC Koeppchen Wormeldingen. 

#### Liga
In den Saisons 1991/92 und 1994/95 spielte der Verein in der Nationaldivision. 1998 verpasste der FC Koeppchen knapp das Finale des Luxemburger Fußballpokals durch ein 1:2 im Halbfinale beim späteren Pokalsieger CS Grevenmacher.
2012 stieg der FC Koeppchen als Tabellenletzter aus der Ehrenpromotion ab. Nach sechs Jahren in der drittklassigen 1. Division gelang durch einen 4:1-Sieg im Barragespiel gegen FF Norden 02 der Wiederaufstieg. Bereits am drittletzten Spieltag der folgenden Saison stand der Abstieg aus der Ehrenpromotion nach nur einer Spielzeit fest.
Am Ende der Saison 2022/23 gelang durch ein 6:5 nach Elfmeterschießen im Barragespiel gegen den FC Luxembourg City der Wiederaufstieg in die Ehrenpromotion.

#### Coupe FLF
2022 erreichte der Klub das Finale des Coupe FLF, dem Pokal für unterklassige Vereine, wo Koeppchen dem FC Jeunesse Schieren mit 1:3 unterlag. Im folgenden Jahr verloren die Wormeldinger erneut im Finale nach einem 4:5 nach Elfmeterschießen am FC Résidence Walferdingen. Da Walferdingen allerdings einen gesperrten Spieler einsetzte, wurde die Partie nachträglich zugunsten von Wormeldingen gewertet.

### Vinesca Ehnen

#### Geschichte
Der 1966 gegründete Verein aus der Ortschaft Ehnen spielte bis zur Fusion 2024 immer nur unterklassig. Auch im nationalen Pokal kam man nie weiter als in die 4. Runde. In der Coupe FLF erreichte man 2024/15 immerhin das Achtelfinale und verlor dort mit 2:4 gegen die FC Green Boys 77 Harlange-Tarchamps.